# Campionati austriaci di ski cross 2016
I Campionati austriaci di ski cross 2016 si sono svolti a Pitztal il 21 novembre del 2015. Il programma ha incluso sia la gara femminile che la gara maschile. 
Trattandosi di competizioni valide anche ai fini del punteggio FIS, vi hanno partecipato anche sciatori di altre federazioni, senza che questo consentisse loro di concorrere al titolo nazionale austriaca.

## Risultati

### Uomini
| Pos. | Atleta               | Nazione       |
| ---- | -------------------- | ------------- |
| 1    | Louis-Pierre Helie   | Canada        |
| 2    | David Duncan         | Canada        |
| 3    | Jamie Prebble        | Nuova Zelanda |
| 4    | Brady Leman          | Canada        |
| 5    | Christopher Delbosco | Canada        |
| 6    | Mathieu Leduc        | Canada        |
| 7    | Andreas Matt         | Austria       |
| 8    | Thomas Zangerl       | Austria       |
| 9    | Florian Wilmsmann    | Germania      |
| 10   | Filip Flisar         | Slovenia      |
| 14   | Daniel Traxler       | Austria       |

### Donne
| Pos. | Atleta               | Nazione   |
| ---- | -------------------- | --------- |
| 1    | Kelsey Serwa         | Canada    |
| 2    | Andrea Limbacher     | Austria   |
| 3    | Anastasiia Chirtcova | Russia    |
| 4    | Amelie Schneider     | Francia   |
| 5    | Daniela Maier        | Germania  |
| 6    | Sofia Smirnova       | Russia    |
| 7    | Debora Pixner        | Italia    |
| 8    | Talina Gantenbein    | Slovenia  |
| 9    | Andrea Zemanova      | Rep. Ceca |
| 10   | Anna Antonova        | Russia    |
| 14   | Katrin Ofner         | Austria   |
| 23   | Michelle Buchholzer  | Austria   |